# Kinesjma

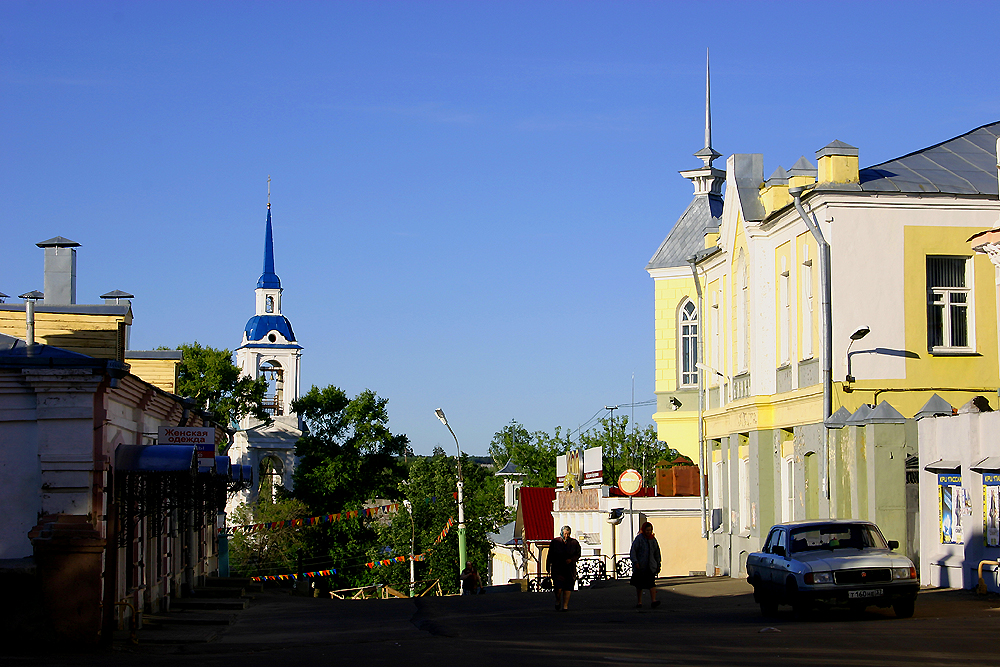
Kinesjma.

Kinesjma (ryska Кинешма) är den näst största staden i Ivanovo oblast, Ryssland. Folkmängden uppgick till 85 344 invånare i början av 2015.